# Bogorodița, Bulgaria
Bogorodița (în bulgară Богородица ) este un sat în Obștina Petrici, Regiunea Blagoevgrad, Bulgaria.

## Demografie
Componența etnică a satului Bogorodița
     Bulgari (100%)
     Nicio identificare (0%)
     Altele (0%)
La recensământul din 2011, populația satului Bogorodița era de 30 locuitori. Din punct de vedere etnic, majoritatea locuitorilor (100,0%) erau bulgari. Pentru 0,0% din locuitori nu este cunoscută apartenența etnică.